# Номоканон
Номоканон (на гръцки: Νομοκανών от Νομοi – „закон“ и κανών – „правило, предписание, модел“) e сборник от църковни канони (правила) и светски (императорски) закони. Съставени са първоначално в VI-VII век, а впоследствие са допълвани.
Още първите римски императори, приели християнството, започват в духа на църковните канони да издават императорски закони – на гръцки: Νομοi,Νομiμa – касаещи и задължителни за църквата. Император Юстиниан в 530 г. издава едикт, според който църковните канони имат силата на закон. Номоканоните систематизират и обединяват актуалните (действащи) към момента (на написването им) църковни и светски закони.

## Най-ранни номоканони (6 – 10 век)

### Номоканонна Йоан Схоластик
Най-ранният известен Номоканон носи името на Йоан Схоластик (Йоан III Схоластик – 503 – 577, Константинополски патриарх). Той е съставен като към неговия сборник с 50 църковни канона е добавен сборник граждански закони от 87 глави, избрани от законите и новелите на император Юстиниан I. Този Номоканон е бил съставен най-вероятно скоро след смъртта на Юстиниан, по време на управлението на император Юстин II (565 – 578 г.). По-късно той е бил допълван, особено в каноническата му част, с новоприетите канони. Така допълнен той е бил преведен на български още в IX век, вероятно от Свети Методий.
В печатната Кормчия този църковно-светски сборник е напечатан във втора част, 42 глава.

### Фотиев Номоканонс 14 титула
Следващ по време е така нареченият „Фотиев Номоканон“ – съдържащ 14 титула (раздела).
Той е съставен от неизвестен автор, но допълнен по времето на Патриарх Фотий, и затова е бил известен под това име. Отличава се от този на Йоан Схоластик по тематичната организация – разделен е на 14 титула (тома), всеки от които е разделен тематично на глави. Към всяка глава има списък на каноните, касаещи темата, а след това са приведени съответните римски закони. Гражданските закони са взети основно от Collectio tripartita, съдържаща всички закони на държавната власт, изложени в Юстинияновите сборници. Освен систематическия показалец с номерата на каноните, е включвал и сборник с пълния текст на самите канони.

Има две редакции:
- първата е от първата половина на VIII век, вероятно дело на Цариградския Патриарх Сергий.
- втората е от 883 г., като в нея са добавени каноните от Трулския и втория Никейски събори. В частта на гражданските закони има само дребни поправки.

Поради систематичността на изложението и пълнотата си, тази версия на Фотиевия Номоканон е утвърдена от Цариградския събор през 920 г. като задължителна за всички православни църкви, и е основен каноничен сборник.

## По-късни канонически сборници
В по-късно време освен основните номоканони се срещат и редица други сборници, които могат да бъдат разделени в 3 раздела:
- Съкратени (синопсиси)
- Сборници с тълкования (както на синопсисите, така и на пълните номоканони)
- Систематически сборници (общи юридически и канонични сборници)